# Pseudosopubia hildebrandtii
Pseudosopubia hildebrandtii är en snyltrotsväxtart som beskrevs av Adolf Engler. Pseudosopubia hildebrandtii ingår i släktet Pseudosopubia och familjen snyltrotsväxter. Inga underarter finns listade i Catalogue of Life.